# Laurent Joubert
Laurent Joubert (n 1529, Dauphiné, Francia - 1582, c. Montpellier, Francia) fue un médico francés destacado por su lucha contra las supersticiones y por ciertos ensayos de temas medicinales.

## Trayectoria
Estudió medicina en Montpellier, y fue discípulo del naturalista Guillaume Rondelet. Dirigió la Facultad de Medicina de la Universidad de Montpellier, tras la muerte de Rondelet, en 1556. Joubert fue, además, médico personal de Catalina de Médici, la reina consorte de Francia, y luego uno de los médicos de Enrique III de Francia. Joubert se casó con Louise Guichard, hermana del doctor del rey de Navarra. Murió en las cercanías de Montpellier en circunstancias oscuras
Este afamado médico tuvo peso en la lucha, avanzado el siglo XVI, contra la ignorancia y las supersticiones en Francia; así sucede con su obra en dos volúmenes Errores Populares de 1578, preludio de obras similares a lo largo de la centuria siguiente.
Con respecto al empleo de lenguas clásicas, Joubert pidió el uso general del francés para que los pacientes entendiesen bien las recomendaciones dadas y no se alejaran del facultativo por su abuso habitual de jergas médicas.
Como era común, él escribió tanto en latín como en su lengua, pero eligió ésta más que sus coetáneos. Su original y difundido Tratado de la risa (1579), en francés, es una especie de contrapunto de los tratados de melancolía de su tiempo; de hecho, la risa se convertirá en una de las ideas terapéuticas mentales de entonces.

## Obras
- Traitté des Arcbusades (1574)
- Grande Chirurgie de M. Guy de Chauliac (1578)
- Erreurs populaires (1578)
- Question vulgaire (1578)
- Traité du Ris (1579)
- Pharmacopea (1579)
- Traité des eaux (1603)